# サマービル市長
'
サマービル市長'（サマービルしちょう、英語: mayor of Somerville）は、アメリカ合衆国マサチューセッツ州サマービルの首長（市長）。

## 一覧
| #      | 氏名                                       | 任期                         | 政党       |
| ------ | ------------------------------------------ | ---------------------------- | ---------- |
| 第1代  | ジョージ・O・ブラストウ                    | 1872年1月1日-1874年1月5日    |            |
| 2代    | ウィリアム・H・ファーバー                  | 1874年1月5日-1876年1月3日    |            |
| 第3代  | オースティン・ベルナップ                   | 1878年1月-1876年1月3日       |            |
| 4代    | ジョージ・A・ブルース                      | 1878年1月-1880               | 共和党     |
| 5代    | ジョン・A カミングス                       | 1881-1884                    |            |
| 6代    | マーク・F・バーンズ                        | 1885-1888                    | 共和党     |
| 7代    | チャールズ・G・ポープ                      | 1889-1891                    | 共和党     |
| 8代    | ウィリアム・H・ホジキン                    | 1892 - 1896年1月6日          | 共和党     |
| 9代    | アルビオン・A・ペリー                      | 1896年1月6日-1898            | 市民共和党 |
| 10代   | ジョージ・O・プロクター                    | 1899–1900                    | 共和党     |
| 11代   | エドワード・グラインズ                     | 1901年1月-1904年1月4日       | 共和党     |
| 12代   | レナード・B・チャンドラー                  | 1904年1月4日-1906年1月1日    | 共和党     |
| 13代   | チャールズ・A・グリモンス                  | 1906年1月1日-1909年1月4日    | 共和党     |
| 14代   | ジョン・M・ウッズ                          | 1909年1月4日-1911年1月2日    | 共和党     |
| 15代   | チャールズ・A・バーンズ                    | 1911年1月2日-1914年1月5日    | 共和党     |
| 16代   | ゼベダイ・E・クリフ                        | 1914年1月5日-1918年1月7日    | 共和党     |
| 17代   | チャールズ・ W・エルドリッジ               | 1918年1月7日-1922年1月       | 共和党     |
| 18代   | ジョン・M・ウェブスター                    | 1926年1月4日-1922年1月       | 共和党     |
| 19代   | レオン・M・コンウェル                      | 1926年1月4日-1930年1月6日    | 共和党     |
| 20代   | ジョン・J・マーフィー                      | 1930年1月6日-1934年1月1日    | 民主党     |
| 第21代 | ジェームズ・E・ハガン                      | 1934年1月1日-1936年1月6日    | 民主党     |
| 22代   | レスリー・E・ノックス                      | 1936年1月6日-1938年1月3日    | 共和党     |
| 第23代 | ジョン・M・リンチ                          | 1938年1月3日-1945年1月       | 民主党     |
| 24代   | G・エドワード・ブラッドリー                | 1945年1月-1950年1月          | 民主党     |
| 25代   | ジョン・M・リンチ                          | 1950年1月-1954年1月          | 民主党     |
| 26代   | ウィリアム・J・ドノバン                    | 1954年1月 - 1959年11月24日   |            |
| (代理) | ポール・M・ヘイリー                        | 1959年11月24日-1960年1月     |            |
| 27代   | ハロルド・W・ウェルズ                      | 1960年1月 - 1962年1月1日     | 民主党     |
| 28代   | ローレンス・F・ブレッタ                    | 1962年1月1日-1968年1月       | 民主党     |
| 29代   | ジェームズ・F・ブレナン                    | 1968年1月-1970年1月          |            |
| 30代   | S・レスター・ラルフ                        | 1970年1月-1978年1月          | 民主党     |
| 31代   | トーマス・F・オウガスト                    | 1978年1月-1980年1月          |            |
| 32代   | ユージン・C・ブリュヌ                      | 1980年1月-1990年1月          | 民主党     |
| 第33代 | マイク・カプアーノ                         | 1990年1月1日-1999年1月5日    | 民主党     |
| (代理) | ウィリアム・M・ロシュ                      | 1999年1月5日-1999年5月20日   |            |
| 34代   | ドロンディ・ケリーゲイ                     | 1999年5月21日 - 2004年1月5日 | 民主党     |
| 35代   | ジョセフ・アルジェンティーナ・クルタトーネ | 2004年1月5日                 | 民主党     |